# 天潼路
天潼路是中国上海市跨虹口区和靜安区的一条道路，东西走向，东起黄浦路，西至浙江北路。长1600米，宽7米到22米。
天潼路修筑于1864年以前，名为东唐家弄。1930年命名。
天潼路沿路为商住混合区。422号（四川北路口西北角）为1930年代旅沪广东商人建造的新亚大酒店。847弄慎余里为1930年代建造的里弄住宅。800弄164支弄7号的陆氏民宅为清代民宅。